# Santiago Rojas
Santiago Rojas Arroyo (né le 17 septembre 1970 à Bogota) est un avocat, diplomate et homme politique colombien. Il a notamment été ministre du Commerce, de l'Industrie et du Tourisme sous la présidence de Juan Manuel Santos